# Кебрион (сын Приама)
Кебрио́н (др.-греч. Κεβριόνης) — в греческой мифологии легендарный троянский воин, сын царя Приама.

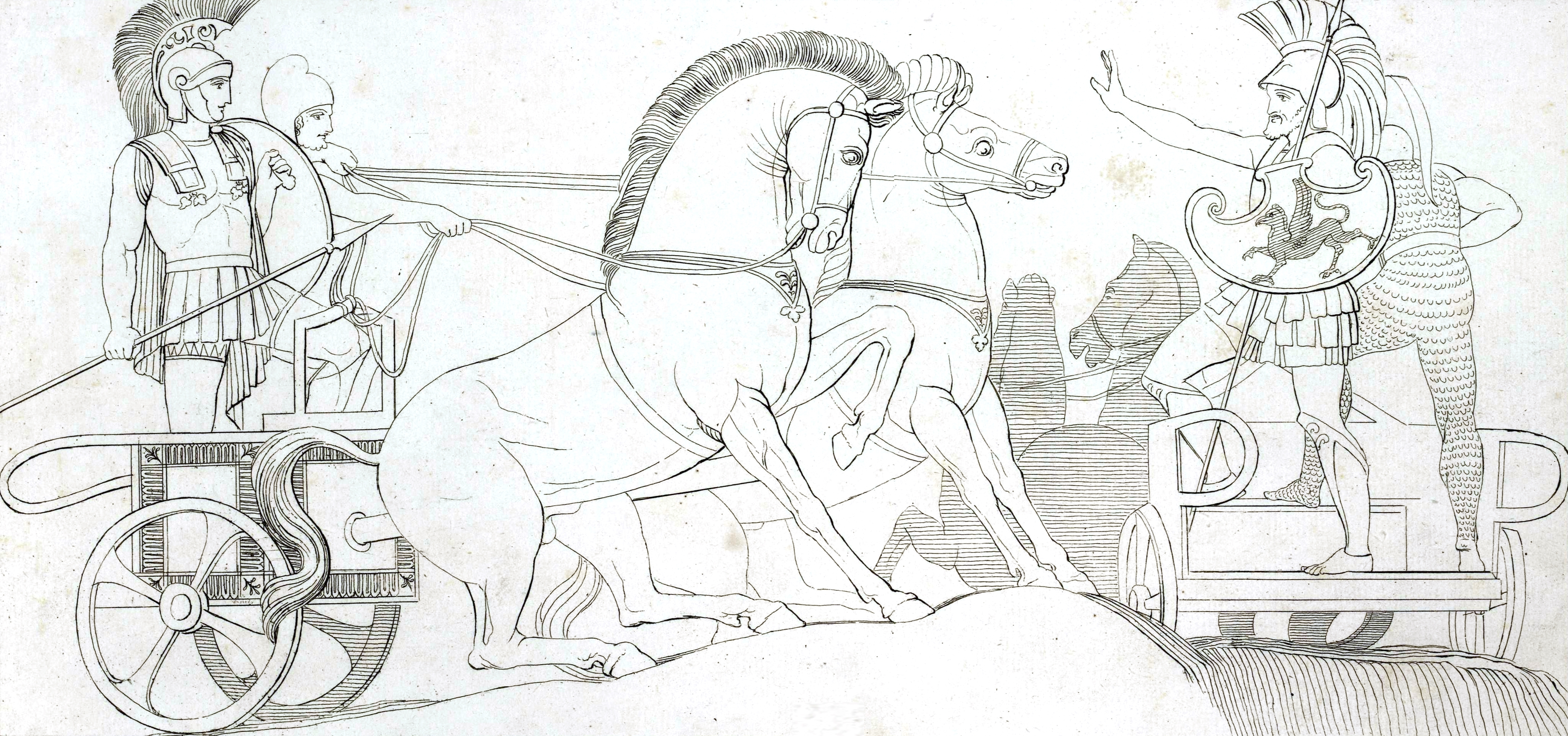
Гектор, Кебрион и Полидамант. Рисунок Дж. Флаксмана. 1793

## Легенда
Согласно гомеровской «Илиаде», Кебрион был незаконнорожденным сыном царя Трои Приама и рабыни. По отцовской линии он приходился братом знаменитому воину Гектору и являлся его возницей во время Троянской войны. Когда погиб бывший возница Архептолем, Гектор, невзирая на жалость о друге, завидев рядом брата Кебриона, велел ему управлять своей колесницей, и тот немедленно покорился. С усилением стана их врагов, ахейцев, Кебрион сделался одним из предводителей (после Гектора и Полидаманта) основного контингента троянского войска. Вместе с Гектором и Парисом он был участником дивизии, которая в конце концов прорвала стену греческого Аргоса.
Со временем положение греков ухудшилось. Ахилл по личным причинам отказывался сражаться, но, завидя, как троянцы подожгли ахейские корабли, отправил в бой воинов во главе со своим другом Патроклом. Патрокл оттеснил троянцев от греческого лагеря и стал представлять для них серьёзную опасность. Гектор вознамерился во что бы то ни стало уничтожить Патрокла. Устремил он навстречу ему свою колесницу. Патрокл же, выдающийся ахейский воин, бросил в его сторону «сияющий камень», который не навредил Гектору, но настиг Кебриона, проломив ему лоб и выбив глаза из головы. Сила удара отбросила возницу прочь от колесницы Гектора. Причём со стороны это выглядело так, будто Кебрион нырнул в воду. Вот как эти события описывает Гомер:

«Гектор ахеян других оставлял, никого не сражая;

Он на Патрокла летел, устремляя коней звуконогих.

В встречу ему и Патрокл соскочил с колесницы на землю;

Шуйцей держал он копье, а десницею камень подхитил,

Мрамор лоснистый, зубристый, всю мощную руку занявший;

Бросил его упершись, — и летел он не долго до мужа;

Послан не тщетно из рук: поразил Кебриона возницу,

Сына Приама побочного, дерзко гонящего бурных

Гектора коней: в чело поразил его камень жестокий;

Брови сорвала громада; ни крепкий не снес ее череп;

Кость раздробила; кровавые очи на пыльную землю

Пали к его же ногам; и стремглав, водолазу подобно,

Сам он упал с колесницы, и жизнь оставила кости».

Гомер. Илиада. XVI: 731—743
Убийца Патрокл ещё и злобно подшутил над поверженным им троянцем: «Есть, как я вижу теперь, и меж храбрых троян водолазы». Гектор, соскочив с колесницы, немедленно вступил с ним в поединок. Оба они жестоко боролись над трупом Кебриона. Вокруг них в страшной битве сошлись и другие воины. Летало множество стрел и копий, но никто не помышлял о бегстве. Долго длился бой. Несмотря на то, что троянцы сражались храбро и отчаянно, удача была не на их стороне. С наступлением темноты ахейцы победили.